# Eiskunstlauf-Europameisterschaften 1981
Die 73. Eiskunstlauf-Europameisterschaften fanden vom 3. bis 8. Februar 1981 in der Olympiahalle in Innsbruck statt.

## Ergebnisse

### Herren
| Platz | Sportler               | Land                   |
| ----- | ---------------------- | ---------------------- |
| 1     | Igor Bobrin            | Sowjetunion            |
| 2     | Jean-Christophe Simond | Frankreich             |
| 3     | Norbert Schramm        | BR Deutschland         |
| 4     | Hermann Schulz         | DDR                    |
| 5     | Jozef Sabovčík         | Tschechoslowakei       |
| 6     | Wladimir Kotin         | Sowjetunion            |
| 7     | Grzegorz Filipowski    | Polen                  |
| 8     | Falko Kirsten          | DDR                    |
| 9     | Alexander Fadejew      | Sowjetunion            |
| 10    | Patrice Macrez         | Frankreich             |
| 11    | Christopher Howarth    | Vereinigtes Königreich |
| 12    | Thomaz Öberg           | Schweden               |
| 13    | Lars Åkesson           | Schweden               |
| 14    | Mark Pepperday         | Vereinigtes Königreich |
| 15    | Bruno Watschinger      | Österreich             |
| 16    | Richard Furrer         | Schweiz                |
| 17    | Ivan Králik            | Tschechoslowakei       |
| 18    | Bruno del Maestro      | Italien                |
| 19    | Miljan Begović         | Jugoslawien            |
| 20    | Boiko Alexijew         | Bulgarien              |
| 21    | Jose Antonio Rodrigo   | Spanien                |

### Damen
| Platz | Sportlerin                | Land                   |
| ----- | ------------------------- | ---------------------- |
| 1     | Denise Biellmann          | Schweiz                |
| 2     | Sanda Dubravčić           | Jugoslawien            |
| 3     | Claudia Kristofics-Binder | Österreich             |
| 4     | Kristiina Wegelius        | Finnland               |
| 5     | Katarina Witt             | DDR                    |
| 6     | Deborah Cottrill          | Vereinigtes Königreich |
| 7     | Kira Iwanowa              | Sowjetunion            |
| 8     | Karin Riediger            | BR Deutschland         |
| 9     | Carola Paul               | DDR                    |
| 10    | Manuela Ruben             | BR Deutschland         |
| 11    | Karen Wood                | Vereinigtes Königreich |
| 12    | Anita Siegfried           | Schweiz                |
| 13    | Karin Telser              | Italien                |
| 14    | Pairi Nieminen            | Finnland               |
| 15    | Rudina Pasveer            | Niederlande            |
| 16    | Catarina Lindgren         | Schweden               |
| 17    | Franca Bianconi           | Italien                |
| 18    | Editha Dotson             | Belgien                |
| 19    | Petra Malivuk             | Jugoslawien            |
| 20    | Beata Nachrzter           | Polen                  |
| 21    | Nevenka Lisak             | Jugoslawien            |
| 22    | Zwetanka Stefanowa        | Bulgarien              |
| 23    | Rosario Esteban           | Spanien                |
|       | Béatrice Farinacci (Z)    | Italien                |

- Z = Zurückgezogen

### Paare
| Platz | Sportler                                | Land                   |
| ----- | --------------------------------------- | ---------------------- |
| 1     | Irina Worobjowa / Igor Lissowski        | Sowjetunion            |
| 2     | Christina Riegel / Andreas Nischwitz    | BR Deutschland         |
| 3     | Marina Tscherkassowa / Sergei Schachrai | Sowjetunion            |
| 4     | Birgit Lorenz / Knut Schubert           | DDR                    |
| 5     | Weronika Perschina / Marat Akbarow      | Sowjetunion            |
| 6     | Susan Garland / Robert Daw              | Vereinigtes Königreich |

### Eistanz
| Platz | Sportlerin                               | Land                   |
| ----- | ---------------------------------------- | ---------------------- |
| 1     | Jayne Torvill / Christopher Dean         | Vereinigtes Königreich |
| 2     | Irina Moissejewa / Andrei Minenkow       | Sowjetunion            |
| 3     | Natalja Linitschuk / Gennadi Karponossow | Sowjetunion            |
| 4     | Natalja Bestemjanowa / Andrei Bukin      | Sowjetunion            |
| 5     | Karen Barber / Nicholas Slater           | Vereinigtes Königreich |
| 6     | Nathalie Herve / Pierre Béchu            | Frankreich             |
| 7     | Jana Beránková / Jan Barták              | Tschechoslowakei       |
| 8     | Birgit Goller / Peter Klisch             | BR Deutschland         |
| 9     | Wendy Sessions / Stephen Williams        | Vereinigtes Königreich |
| 10    | Judit Péterfy / Csaba Bálint             | Ungarn                 |
| 11    | Elisabetta Parisi / Roberto Pelizzola    | Italien                |
| 12    | Gabriella Remport / Sándor Nagy          | Ungarn                 |
| 13    | Jindra Holá / Karol Foltán               | Tschechoslowakei       |
| 14    | Maria Kniffer / Manfred Hübler           | Österreich             |
| 15    | Regula Lattmann / Hanspeter Müller       | Schweiz                |
| 16    | Petra Born / Rainer Schönborn            | BR Deutschland         |
| 17    | Marianne von Bommel / Wayne Deweyert     | Niederlande            |
| 18    | Iwona Bielas / Jacek Jasiaczek           | Polen                  |
| 19    | Ulla Örnmarker / Thomas Svedberg         | Schweden               |